# 飯沼本家
株式会社飯沼本家（いいぬまほんけ）は、千葉県印旛郡酒々井町にある江戸時代の元禄年間から300年以上続く蔵元である。甲子正宗（きのえねまさむね）の名称で知られる。
「きのえねまがり家」をはじめ、「きのえねomoya」、「きのえね農園」、「きのえね SAKE CAMP」など自社の敷地を生かした観光産業にも進出している。

## 会社概要
- 本社	千葉県印旛郡酒々井町馬橋106
- 社名	株式会社 飯沼本家
- 創立	大正14年11月12日
- 従業員数	40人程度